# 小野正利
小野 正利（おの まさとし、1967年〈昭和42年〉1月29日 - ）は、東京都足立区出身、埼玉県春日部市育ちの歌手。GALNERYUSボーカリスト。ボーカルスクール講師。血液型はAB型。既婚。所属事務所は株式会社シブヤテレビジョン。

## 人物
小学校6年の頃に初めて買ったレコードにフィンガー5を挙げており、中学生になるとCHAGE and ASKAを聴いたり、友人からアコースティック・ギターを教えてもらい長渕剛などを弾いていた。高校生の頃にLOUDNESSを聴いたときは衝撃を受けたという。大学生になると洋楽のHR/HMを聴くようになり、好きなボーカリストとしてデイヴィッド・カヴァデール、ロニー・ジェイムス・ディオ、クラウス・マイネ（スコーピオンズ）などを挙げている。また過去に、自身はTHE ALFEEとBLIZARDに影響を受けたとも語っている。
中学時代に高い声域に注目されて、バンド活動を始める。邦楽コピーバンドでの活動を経て、高校時代からはライヴハウスを中心に活動、大学時代からはハードロックバンド（FORT BRAGG）で活動していた。
学歴は専修大学松戸高等学校卒業、専修大学法学部中退。大学在学中は社会科教師を目指していた。
デビュー当時から4オクターブの音域を持つと言われ（ただし実際に楽曲で使用している音域はほぼ3オクターブである）、海外のHR/HM歌手にも遜色ないクリアかつ突き抜けるようなハイトーンボイスで話題となる。
近年は高音に拘らず、中低音域も活かした歌い方を確立しており、喚声点を感じさせないミックスボイスでHR/HMからバラードまで幅広いジャンルで活動している。また、日本テレビ系列の『ものまねバトル』において、その独特のハイトーンを生かした物真似を披露し、レギュラー出演者として定着。
2009年にメタルバンドGALNERYUSに加入し、HR/HMボーカリストに返り咲いた。
2010年からは自身の歌手活動と並行して、ボーカルスクールビッセの主任講師として後進の指導にも当たっている。ボイストレーナーとして指導しているAKB48の中田ちさと、仲谷明香、田名部生来、内田眞由美は自らのブログ等で小野の名前を挙げることがあり、彼女たちから「小野先生」と呼ばれている。
他には、テレビ朝日系『お願い!ランキング』にてお笑いコンビフルーツポンチのメンバー村上健志の歌唱指導や、日本テレビ系『キャラオケ18番』等でボーカルトレーナーとしても出演している。

## エピソード
私生活では20歳から煙草を吸い続けており、愛煙家であった。2017年のインタビューで小野は（あくまで持論ではあるものの）「煙草は声に影響しない」と語っている。しかし、ハイトーンボイスのイメージからか「喫煙をしない」と思い込まれ、とあるイベント先が取ってくれたホテルの部屋が「禁煙」で一晩中煙草が吸えず苦労したエピソードを語った事がある。なお、現在は禁煙した。
歌手としてデビューする切っ掛けは、六本木の飲み屋で皿洗いのアルバイトをしていたときに、その会社の社長から「バンドをやっているらしいな、ちょっと歌ってみろ」と言われ、たまに歌っていたところ、音楽事務所・スイートベイジルの社長に「ウチでやらない？」と誘われたことから。
デビュー当時からシングル『You're the Only…』のヒット後や紅白歌合戦の出演後も、6畳一間、築20年のアパートに住んでいた。小野は住居にこだわりは無かったが、事務所の人間に「世間体もあるから引っ越して」と言われ、会社が見つけてきた家賃約18万の1LDKのマンションに引っ越したが、いざマンションに住んでみるとカーテンや家具にこだわりだすようになり、その結果短期間でお金が無くなっていき貯金はできなかったという。

## 略歴
1980年代
インディーズのハードロックバンド・FORT BRAGG（フォート・ブラッグ）のボーカルとして活躍。
1989年
FORT BRAGGのメンバーとして『平成名物TV・三宅裕司のいかすバンド天国』に出場した。バンド自体は勝ち抜くことはできなかったが、小野はその時にベストボーカリスト賞を受賞している。
1992年
Sony Recordsより、『ピュアになれ』でソロ・メジャー・デビュー。
NACK5『JAPANESE DREAM』で2か月連続月間グランプリを獲得する。
3rdシングル『You're the Only…』が、フジテレビ系ドラマ『君のためにできること』の主題歌となり、ミリオンセラーを記録。同年の「第34回日本レコード大賞最優秀新人賞」、「日本有線大賞最優秀新人賞」、「第30回ゴールデン・アロー賞新人賞」等を受賞し、紅白歌合戦にも出場した。
1990年代後半
屍忌蛇や柴田直人のアルバムに参加したりと、ヘヴィメタルシンガーとしても歌唱を披露している。
1999年
荻野目洋子とのデュエット曲『Feeling』を発売。
2001年
ニトロプラス制作のPCゲーム、『吸血殲鬼ヴェドゴニア』の主題歌を担当した。その後も同社の『斬魔大聖デモンベイン』、『刃鳴散らす』、『装甲悪鬼村正』などの作品に継続して参加している。
2005年
『仮面ライダー響鬼』のイメージソングCDを発売。
2006年
ボーカルスクール（MOVE）を開設。
2007年
8月には活躍の場を広げ、音楽のみならず、演劇の舞台「IMAGINE 9.11」に初出演。同年12月に「アマデウス・ジャパン」で主演。
2009年
5月30日には、ヘヴィメタルバンド・GALNERYUSのYAMA-Bが脱退したことに伴い、代役ボーカリストとして、「PURE ROCK JAPAN LIVE 2009」に参加。
9月、GALNERYUSのボーカリストとして正式加入。
2010年
ボーカルスクールビッセ開校（ボーカルスクール〈MOVE〉の後身）。
2011年
11月に洋楽のHR/HMを中心としたカバーアルバム『The Voice -Stand Proud!-』をリリース。
少年ジャンプ連載の漫画『HUNTER × HUNTER』のアニメオープニングテーマ歌唱をつとめ、12月にはマキシシングルとして『Departure!』を発売。
2012年
5月にはリットーミュージックより自身初の著書『限界を超えるハイ・トーンが出せる本』を出版。
2013年
1月26日には自らが命名した公開レコーディングバースデーライブ「TAKE ONE」を行い、8月7日にライブアルバムとして自身の公式SHOPで発売。
2014年
アニメ『カードファイト!! ヴァンガードレギオンメイト編』オープニング主題歌「KNOCK ON YOUR GATE!」を発売。
2017年
12月にはデビュー25周年を記念して、往年の洋楽曲をカバーしたカバー・アルバム『VS』をリリース。
2019年
デビュー25周年/50歳を迎えたAnniversaryバースデーライブ『Go with the flow』より、ライブ映像を収録。特典映像として『Masatoshi Ono Christmas Live』での「You’re the Only…Chapel ver.」と新曲のメイキング映像を収録したライブDVD『Now and…』をリリース。本人作詞の新曲『Now and Forever』のCDとメイキング映像も収録。
2020年
オフィシャルYouTubeチャンネル開設。自身の楽曲歌唱はもとより、主宰するボーカルスクールのレッスンセミナー動画や、「歌ってみた」「反省会」など様々な企画にチャレンジしている。
2023年
9月13日、約19年ぶりとなるオリジナルアルバム『THE TIES OF AFFECTION』発売。

### NHK紅白歌合戦出場歴
| 年度/放送回              | 回 | 曲目             | 出演順 | 対戦相手 |
| ------------------------ | -- | ---------------- | ------ | -------- |
| 1992年（平成4年）/第43回 | 初 | You're the Only… | 02/28  | LINDBERG |

注意点
- 出演順は「出演順/出場者数」で表す。

## ディスコグラフィー
以下はソロでの作品の記述。GALNERYUSとしての作品はGALNERYUS#ディスコグラフィを参照。

### シングル
| 枚   | 発売日         | タイトル                                         |
| ---- | -------------- | ------------------------------------------------ |
| 1st  | 1992年5月21日  | ピュアになれ                                     |
| 2nd  | 1992年6月21日  | 虹〜ろくでなしBLUES〜                            |
| 3rd  | 1992年8月1日   | You're the Only…                                 |
| 4th  | 1992年11月1日  | Fly Away                                         |
| 5th  | 1993年2月21日  | Forever My Love                                  |
| 6th  | 1993年5月21日  | もっと美しくなれ                                 |
| 7th  | 1993年11月21日 | Believe                                          |
| 8th  | 1994年10月21日 | もう一度 君が欲しい                              |
| 9th  | 1995年7月21日  | いつのまにか君を                                 |
| 10th | 1995年8月21日  | キレイだね                                       |
| 11th | 1995年10月1日  | いつのまにか君を（アコースティック・バージョン） |
| 12th | 1996年3月25日  | 二人だけのSTORIES                                |
| 13th | 1996年5月22日  | 君に来た夏                                       |
| 14th | 1996年6月21日  | Loving You                                       |
| 15th | 1997年6月25日  | Sympathy                                         |
| 16th | 1997年11月26日 | なにがいま僕にできるだろう                       |
| 17th | 1999年2月1日   | Heart                                            |
| 18th | 1999年11月20日 | Feeling                                          |
| 19th | 2000年12月22日 | WHITE NIGHT                                      |
| 20th | 2003年11月19日 | I wish〜I hope                                   |
| 21st | 2011年12月21日 | departure!                                       |
| 22nd | 2014年7月16日  | KNOCK ON YOUR GATE!                              |

### 配信シングル
| 発売日        | タイトル | 備考   |
| ------------- | -------- | ------ |
| 2023年1月26日 | 祈       | [ 18 ] |

### オリジナル・アルバム
| 枚   | 発売日         | タイトル                                               |
| ---- | -------------- | ------------------------------------------------------ |
| 1st  | 1992年9月9日   | VOICE of HEART                                         |
| 2nd  | 1993年4月21日  | M.ONO                                                  |
| 3rd  | 1993年12月12日 | With All My Heart                                      |
| 4th  | 1994年11月21日 | Tenderness                                             |
| 5th  | 1996年8月1日   | X・CROSS                                               |
| 6th  | 1997年12月17日 | Fragments                                              |
| 7th  | 2003年5月21日  | REBIRTH                                                |
| 8th  | 2004年11月24日 | 冬色物語〜Winter Stories〜                             |
| 9th  | 2023年9月13日  | THE TIES OF AFFECTION                                  |
| 10th | 2025年5月27日  | ZIZZ Favorite Artist Best Collection 「ZIZZ×小野正利」 |

### コンピレーション・アルバム
| 発売日         | タイトル                  |
| -------------- | ------------------------- |
| 1995年10月21日 | The Best Single Selection |
| 2008年11月26日 | GOLDEN☆BEST 小野正利      |

### カバー・アルバム
| 発売日         | タイトル                 |
| -------------- | ------------------------ |
| 1994年6月1日   | For Pure Lovers          |
| 2011年10月5日  | The Voice -Stand Proud!- |
| 2017年12月13日 | VS                       |

### ライブ・アルバム
| 発売日       | タイトル                                        |
| ------------ | ----------------------------------------------- |
| 2013年8月7日 | PUBLIC RECORDING BIRTHDAY LIVE 2013「TAKE ONE」 |

### ビデオ・DVD
|   | 発売日         | タイトル                                    |
| - | -------------- | ------------------------------------------- |
| 1 | 1992年12月12日 | VOICE of HEART                              |
| 2 | 1993年10月1日  | LIVE in VOICE III TOUR                      |
| 3 | 1995年11月22日 | The Single Selection                        |
| 4 | 2003年2月      | REBIRTH 〜10th anniversary〜                |
| 5 | 2009年10月     | 小野正利 BIRTHDAY LIVE @ duo MUSIC EXCHANGE |
| 6 | 2019年1月      | Now and... (DVD＆CD)                        |

### 書籍
|   | 発売日        | タイトル                           |
| - | ------------- | ---------------------------------- |
| 1 | 2012年5月25日 | 限界を超えるハイ・トーンが出せる本 |

## タイアップ一覧
| 楽曲                                             | タイアップ                                                                       | 時期   |
| ------------------------------------------------ | -------------------------------------------------------------------------------- | ------ |
| ピュアになれ                                     | コニカ「コニカカラーXG400」CMソング                                              | 1992年 |
| 虹〜ろくでなしBLUES〜                            | アニメ映画『ろくでなしBLUES』主題歌                                              | 1992年 |
| You're the Only…                                 | フジテレビ系テレビドラマ『君のためにできること』主題歌                           | 1992年 |
| You're the Only…                                 | オリンピアCR機『めぞん一刻〜あなたに会えて、本当によかった〜』CMソング           | 2009年 |
| Fly Away                                         | 日本航空「JAL SKI '93」CMソング                                                  | 1993年 |
| Forever My Love                                  | テレビ朝日系テレビドラマ『ホテルドクター』主題歌                                 | 1993年 |
| Keep on Shining                                  | アサヒビール「エール6」CMソング                                                  | 1993年 |
| もっと美しくなれ                                 | TDK「SUPER CDing」CMソング                                                       | 1993年 |
| 夏の色、君の色                                   | 鈴丹CMソング                                                                     | 1993年 |
| Believe                                          | フジテレビ系テレビドラマ『ジルドラ・ラブ』主題歌                                 | 1993年 |
| もう君しか見えない                               | NTT「バースデー電報」CMソング                                                    | 1993年 |
| いつのまにか君を                                 | サッポロビール「生づくり」CMソング                                               | 1995年 |
| いつでもどこかに                                 | 大同生命保険CMソング                                                             | 1995年 |
| キレイだね                                       | 日本石油「ワーキレーガソリン」CMソング                                           | 1995年 |
| いつのまにか君を（アコースティック・バージョン） | テレビアニメ『ママはぽよぽよザウルスがお好き』エンディングテーマ                 | 1995年 |
| 二人だけのSTORIES                                | 日本酪農乳業協会「J-MILK」CMソング                                               | 1996年 |
| Loving You                                       | ポーラ化粧品「デイアンデイ プラッサ」CMソング                                    | 1996年 |
| 君に来た夏                                       | 明治乳業「アクアブルガリア」CMソング                                             | 1996年 |
| Sympathy                                         | サンスター「薬用APホワイト」CMソング                                             | 1997年 |
| Power of Sun                                     | ミキハウスCMソング                                                               | 1997年 |
| なにがいま僕にできるだろう                       | テレビ朝日系『紺野美沙子の科学館』テーマソング                                   | 1997年 |
| Heart                                            | テレビ朝日系『AXEL』エンディングテーマ                                           | 1999年 |
| 愛をいまどうしたい                               | ドリームキャストゲーム『北へ。』キャンペーンソング                               | 1999年 |
| 始まりは君の勇気                                 | 田代・かぐら・みつまたスキー場CMソング                                           | 1999年 |
| WHITE NIGHT/MOON TEARS                           | PCゲーム『吸血殲鬼ヴェドゴニア』オープニングテーマ/エンディングテーマ            | 2000年 |
| I wish 〜I hope                                  | 映画『アイ・ラヴ・ピース』主題歌&挿入歌                                          | 2003年 |
| Shine                                            | PCゲーム『斬魔大聖デモンベイン』特殊エンディングテーマ                           | 2003年 |
| In Cry of Vengeance                              | テレビアニメ『機神咆吼デモンベイン』イメージソング                               | 2006年 |
| MURAMASA                                         | PCゲーム『装甲悪鬼村正』オープニングテーマ                                       | 2009年 |
| Departure!                                       | テレビアニメ『HUNTER×HUNTER』オープニングテーマ                                  | 2011年 |
| KNOCK ON YOUR GATE!                              | テレビアニメ『カードファイト!! ヴァンガード レギオンメイト編』オープニングテーマ | 2014年 |
| Fight It Out!!                                   | テレビアニメ『ドラゴンボール改 魔人ブウ編 海外版』オープニングテーマ             | 2014年 |
| 祈                                               | NetFlixアニメ『終末のワルキューレ II』エンディングテーマ                         | 2023年 |

## 出演番組
- Kampo アーバン・ウィークエンド（TOKYO FM）